# Helgi Jónsson
Helgi Hrafn Jónsson (20. november 1979), bedre kendt som Helgi Jonsson, er en producer, singer/songwriter og mulitinstrumentalist fra Island.
I Danmark er han mest kendt for sit samarbejde med sangerinden Tina Dickow, som han også danner par med privat. Dette har indtil videre indebåret utallige koncerter og et par duetter ("Walls", "Careful People", "Waltz") Helgi Jónsson har været med i Tina Dickows orkester ved de fleste af hendes koncerter siden 2010, både i Danmark og i udlandet. Her har han fungeret som korsanger, tangentspiller og basunist. Dickow og Jónsson bor i Reykjavík, Island med deres tre børn.
Som solokunstner har Helgi Jónsson udgivet fire album, Gloandi (2005), For The Rest Of My Childhood (2008), Big Spring (2011) og “Intelligentle” (2019).

## Diskografi
EP og singles
- Make me Fall (single) (2005)
- Aska (EP) (unknown)
- Kví Kví (EP) (2009)
- Blindfolded (EP) (2010)

Album
- Gloandi (2005)
- For The Rest Of My Childhood (2008)
- Big Spring (2011)